# Aeropuerto de Gemena
El Aeropuerto de Gemena (en francés: Aéroport de Gemena) (IATA: GMA, ICAO: FZFK) es un aeropuerto que sirve a Gemena, la capital del distrito Sud- Ubangi en la provincia de Équateur parte del país africano de la República Democrática del Congo.
El aeropuerto se encuentra a una altitud de 1.378 pies ( 420 m) sobre el nivel medio del mar. Se ha designado una pista como 11/29 con una superficie de asfalto que mide 1996 por 45 metros (6.549 pies x 148 pies).